# Hearts and Spurs
Hearts and Spurs is een Amerikaanse western uit 1925 onder regie van W.S. Van Dyke.

## Verhaal
Sybil Estabrook reist naar het Wilde Westen om haar broer Oscar te bezoeken. Oscar wordt onder druk gezet door de bandiet Victor Dufresne om een postkoets te beroven. De cowboy Hal Emory wordt verliefd op Sybil en hij wil haar broer uit de nesten halen.

## Rolverdeling
| Acteur              | Personage       |
| ------------------- | --------------- |
| Buck Jones          | Hal Emory       |
| Carole Lombard      | Sybil Estabrook |
| William B. Davidson | Victor Dufresne |
| Freeman Wood        | Oscar Estabrook |
| Jean La Motte       | Celeste         |
| J. Gordon Russell   | Sid Thomas      |
| Walt Robbins        | Terry Clark     |
| Charles Eldridge    | Sheriff         |